# 알살미야 SC
알살미야 SC(아랍어: نادي السالمية الرياضي)는 살미야를 연고로 하는 쿠웨이트의 축구단이다. 현재 쿠웨이트 프리미어리그에 참가하고 있다.

## 우승
- 쿠웨이트 프리미어리그 (5): 1980–81, 1994–95, 1997–98, 1999–00, 2007-08
- 쿠웨이트 에미르컵 (2): 1992–93, 2000–01
- 쿠웨이트 크라운 프린스컵 (2): 2000–01, 2015–16
- 쿠웨이트 1부 리그 (1): 1971–72
- 알쿠라피컵: 1999–00

## 선수 명단

### 현역
참고: FIFA 자격 규정에 따라 소속된 국가대표팀 국기를 표시합니다. 선수는 복수의 FIFA 비회원국 국적을 가지고 있을 수 있습니다.
| 번호 | 포지션 | 국적   | 이름               |
| ---- | ------ | ------ | ------------------ |
| 29   | FW     | 시리아 | 모한드 알 므흐미드 |

| 번호 | 포지션 | 국적 | 이름 |
| ---- | ------ | ---- | ---- |

## 역대 감독
| 감독        | 임기        |
| ----------- | ----------- |
| 볼프강 롤프 | 2015 ~ 2016 |
| 안테 미셰   | 2024 ~      |